# Liste der Kulturdenkmäler in Carlsberg (Pfalz)
In der Liste der Kulturdenkmäler in Carlsberg sind alle Kulturdenkmäler der rheinland-pfälzischen Ortsgemeinde Carlsberg einschließlich des Ortsteils Hertlingshausen aufgeführt. Grundlage ist die Denkmalliste des Landes Rheinland-Pfalz (Stand: 19. Dezember 2024).

## Denkmalzonen
| Bezeichnung                    | Lage                                                       | Baujahr         | Beschreibung                                                                                                  | Bild                           |
| ------------------------------ | ---------------------------------------------------------- | --------------- | --- | ------------------------------ |
| Denkmalzone Jüdischer Friedhof | Carlsberg, nordöstlich des Ortes; Distrikt Am Ameiser Lage | 18. Jahrhundert | im 18. Jahrhundert angelegt; 14, teilweise fragmentierte, Grabsteine, spätes 18. Jahrhundert, 1870–90er Jahre | weitere Bilder Fotos hochladen |

## Einzeldenkmäler
| Bezeichnung                               | Lage                                                     | Baujahr  | Beschreibung | Bild                           |
| ----------------------------------------- | -------------------------------------------------------- | -------- | --- | ------------------------------ |
| Protestantisches Pfarrhaus                | Carlsberg, Finkenhof 61 Lage                             | 1878     | ehemaliges protestantisches Pfarrhaus; repräsentativer spätklassizistischer Walmdachbau, 1878                                                                                  | Fotos hochladen                |
| Protestantische Pfarrkirche               | Carlsberg, Kurweg 2 Lage                                 | 1863/64  | neugotischer Saalbau mit Frontturm, 1863/64, Architekt Kreitner, Neustadt; mit Ausstattung                                                                                     | weitere Bilder Fotos hochladen |
| Alter Friedhof                            | Carlsberg, Lindenstraße Lage                             | vor 1837 | dreiseitig umfriedetes, vor 1837 angelegtes Areal; Grabmäler: Rolf/Schleck/Koppermann, spätes 19. Jahrhundert, Burkhardt/Kolmannsperger, frühes 20. Jahrhundert                | Fotos hochladen                |
| Schul- und Gemeindehaus                   | Carlsberg, Lindenstraße 2 Lage                           | 1867     | ehemaliges Schul- und Gemeindehaus; spätklassizistischer Sandsteinbau, 1867 | Fotos hochladen                |
| Katholische Pfarrkirche Hl. Kreuzerhöhung | Carlsberg, Linienstraße 1 Lage                           | 1874/75  | neugotischer Saalbau mit Frontturm, 1874/75, Entwurf Pfarrer Leonhard Heiny; mit Ausstattung; Nr. 3 katholisches Pfarrhaus: eingeschossiger Putzbau mit Mittelrisalit, 1874/75 | weitere Bilder Fotos hochladen |
| Brunnen                                   | Hertlingshausen, Dorfstraße, neben Nr. 2 Lage            | 1889     | Pumpbrunnen, Gusseisen, bezeichnet 1889 | Fotos hochladen                |
| Protestantische Kirche                    | Hertlingshausen, Hauptstraße Lage                        | 1840     | kleiner spätklassizistischer Saalbau, 1840–43 | weitere Bilder Fotos hochladen |
| Gemeinschaftshaus                         | Hertlingshausen, Hauptstraße 6 Lage                      | 1907     | eingeschossiger Walmdachbau, Neurenaissance- und Landhausstilmotive, bezeichnet 1907, Architekt Peter Heisel                                                                   | weitere Bilder Fotos hochladen |
| Kriegerdenkmal                            | Hertlingshausen, Hauptstraße, zwischen Nr. 8 und 10 Lage | um 1920  | Kriegerdenkmal 1914/18, reliefierter Sandsteinblock, um 1920 | Fotos hochladen                |
| Türsturz                                  | Hertlingshausen, Kleinfrankreich, an Nr. 45 Lage         | 1803     | reliefierter Türsturz mit Hausmarke, bezeichnet 1803 | BW                             |
| Spolie                                    | Hertlingshausen, Klosterhofstraße, an Nr. 2 Lage         | 1585     | Sandsteinquader, bezeichnet 1585 | Fotos hochladen                |